# Тарханська балка
Тарханская балка (кримско-тат. Tarhan yılğası)-маловодна балка (річка) в Україні, у Ленінському районі Автономної Республіки Крим,  на північному сході Керченського півострова. Довжина 5,0 км, площа водозбірного басейну 11,8 км².

## Географія
Початок балки знаходиться на південний схід від гори Холодна (164,2 м), на Тарханському грязевулканічному сопковому полі. Тече, звиваючись, на північний захід, впадає в Азовське море.

## Походження назви
Назва Балці дано по знаходженому в ній зниклому селу Тархан.

## Цікаві факти
- У XIX столітті річка протікала через зниклі села Малий Тархан (укр. Кучук-Тархан[4], крим. Küçük Tarhan, Кучюк Тархан)  та Великий Тархан (раніше Біюк-Тарха́н[4]; укр. Тархан, крим. Tarhan, Тархан).

- В позаминулому столітті на лівому березі балки існувало 4 вітряних млинів[4].